# جاده‌های کیارستمی
جاده‌های کیارستمی یک فیلم مستند کوتاه ایرانی محصول ۱۳۸۵ به کارگردانی عباس کیارستمی است. این فیلم که با نام جاده‌ها نیز شناخته می‌شود، ترکیبی از تصویر و شعر و موسیقی است که با دیزالو عکس‌ها یا فیلمهای سیاه و سفید ساخته شده‌است. تصویر پایانی فیلم شامل انفجاری مهیب است که به همه آثار زندگی پایان می‌دهد.
کیارستمی درباره پلان آخر این فیلم گفته است: حقیقت این است که من داشتم فیلمی می ساختم و اواسط آن فیلمی دیگر را از جشنواره گرین فیلم سفارش گرفتم. آنها می خواستند در این فیلم به پنجاهمین سال انفجار بمب اتمی هیروشیما نیز اشاراتی شود. من هم چون اواسط کار این فیلم بودم به آنها پیشنهاد دادم فیلمی که من دارم می سازم به سوژه شان نزدیک است. برای آنکه به موضوع اشاره شده آنها درباره بمب اتمی نیز پرداخته شود، پلان آخر را به فیلم اضافه کردم.
کیارستمی این فیلم را بر پایه برخی از قطعه‌های مجموعه عکس‌هایی با نام «جاده‌ها» که خودش طی سال‌های متمادی با گذر از جاده‌های گوناگون گرفته، ساخته‌است. مجموعه عکس‌های جاده‌ها پیش از ساخت فیلم در نمایشگاه‌های گوناگون داخلی و خارجی به نمایش گذاشته شده بودند.
کیارستمی این فیلم مستند را یک تجربهٔ سینمایی خوب دانسته که با اعتماد کامل به بازیگر کلید دوربین را در اختیار او گذاشته و با قرار دادن دوربین به همراه بازیگر در یک اتاق به او اعتماد کرده است. او گفته است که حتی بعد از خروج وی از اتاقی که دوربین در آن است برای کنترل امور نیز دیگر وارد آنجا نمیشد. وی افزود: «این تجربه ها در سینما بسیار خوب است که اگر به درد فیلمسازی نخورد، لااقل برای خودشناسی چیز خوبی است.» جاده‌ها در ایران به صورت اختصاصی و نیز در چند جشنواره خارجی اکران شد و در جشنواره فیلم ترایبکا نامزد جایزه هیئت داوران برای بهترین فیلم کوتاه و مستند شد.

## نقد و نظر
شادمهر راستین در نشستی در خانه سینمای ایران دربارهٔ این فیلم گفت: «در این فیلم ما با سینمایی رو به رو هستیم که با عکس شکل می گیرد. دوربین کاشته می شود و حتی تعاریف سینمای کلاسیک نیز در آن صدق می کند.»